# دوايت بي. جوستين
دوايت بي. جوستين (بالإنجليزية: Dwight B. Heath)‏ هو عالم إنسان أمريكي، ولد في 19 نوفمبر 1930.